# Vigilant de seguretat
Un vigilant de seguretat, dins l'àmbit de la seguretat privada, és un professional de caràcter privat, que vetlla per la seguretat, la vigilància, i la custòdia de les persones, els edificis, i els béns materials d'una empresa. El vigilant està principalment encarregat per l'empresa, o l'organisme contractant, per augmentar la seguretat pública, oferida per les diverses Forces de Seguretat de l'Estat. Els vigilants de seguretat porten a terme les seves funcions, exercint la vigilància i la protecció dels béns, els establiments, els indrets, tant privats com públics, i la protecció de les persones, portant a terme les comprovacions, els registres, i les prevencions necessàries, per al compliment de la seva missió, així com per evitar la comissió d'actes delictius o infraccions administratives, en relació amb el seu àmbit de protecció. En relació amb aquest àmbit, han de detenir i posar a disposició policial als delinqüents i als seus còmplices, així com denunciar als que cometen infraccions administratives.